# Siam Di Tella Argenta
Siam Di Tella Argenta (o también llamada Pick-Up Argenta) es una camioneta del tipo pickup, fabricada por la empresa Siam Di Tella. Este es su segundo vehículo, su antecesor fue el exitoso Siam Di Tella 1500.
Existen dos series de esta camioneta, la serie 1 de 1961 y la serie 2 de 1963,  la serie '61 tiene una carrocería basada en el Austin A55 Cambridge, un poco más pequeña que la segunda generación '63 basada en el Di Tella 1500, ambas son similares en que se basan en modelos sedán, ambos vehículos juntan algunas características de sedán y de pickup, eran apto para cargas de hasta 500 kg, y era confortable para viajar. La motorizaciones eran prácticamente las mismas del Di Tella 1500. Disponía de tracción trasera.

## Antecedentes
La fábrica Siam Di Tella decidió lanzar un nuevo vehículo, después del gran éxito del económico Di Tella 1500, la fábrica decide diseñar otro vehículo, y hacen la Siam Argenta. Justo cuando comenzaba a producirse la segunda serie de la pickup, sale a la venta la Traveller, versión rural del Di Tella 1500.

## Motor
Esta pickup posee un motor de cuatro tiempos (como la mayoría de los automóviles), de cuatro cilindros en línea, haciendo que la mecánica del motor sea más sencilla. Su potencia es de 47 HP a 4100 RPM. La cilindrada es de 1.489 cm³, la relación de compresión 7:1. Las válvulas del motor, a la cabeza con varillas y botadores. La refrigeración del motor es a agua común, forzada por bomba con circuito de presión. El rendimiento de la pickup hacía que se puedan recorrer 200 km con 20 litros de combustible.

## Carga
La reforzada suspensión del vehículo, con ballestas longitudinales y barra estabilizadora, así el tope de carga podía alcanzar los 500 kg, pero no se recomienda alcanzar dicho peso, ya que el vehículo puede perder estabilidad, a consecuencia del pequeño tamaño de la pick-up.

## Carrocería
La carrocería del tipo autoportante, existían dos versiones: La versión de la serie 1961 era una totalmente nueva con un ligero toque inglés, la carrocería de la serie 1963 era idéntica al Di Tella 1500. Había dos versiones de caja abierta o cerrada. La cabina ofrecía espacio suficiente para tres pasajeros.

### Páginas
- Siam Di Tella Argenta Test del ayer
- Coches argentinos Siam Di Tella 1500
- Siam Di Tella Argenta Auto Historia